# Дамба Фаракка
Дамба Фаракка (бенг. ফারাক্কা বাঁধ; англ. Farakka Barrage) — плотина в Индии на реке Ганг, сооружённая в 1961—1975 годах. Расположена в округах Малда и Муршидабад штата Западная Бенгалия примерно в 18 км от границы с Бангладеш (11 миль), недалеко от Шибганджа. Плотина была построена с целью отвести часть вод Ганга из рукава Падма в рукав Хугли в течение сухого сезона с января по июнь для вымывания ила, скапливающегося в русле, что в 1950—1960-е годы создавало значительные затруднения судоходству в порту Колкаты. Между Бангладеш и Индией возникли существенные разногласия, поскольку плотина значительно сократила приток воды в Бангладеш. Из-за постройки дамбы Фаракка в Бангладеш увеличилась солёность воды, уменьшились уловы рыбы, осложнилось судоходство, ухудшилось качество воды и увеличилась угроза наводнений. Увеличение солёности также привело к опустыниванию некоторых участков.